# Vanneau sociable
Vanellus gregarius
Espèce
Synonymes
- Chettusia gregaria

Statut de conservation UICN

 CR A3bcd+4bcd : 
En danger critique
Le Vanneau sociable (Vanellus gregarius) est une espèce d'échassiers migrateurs grégaires. Cette espèce est très menacée.

## Description

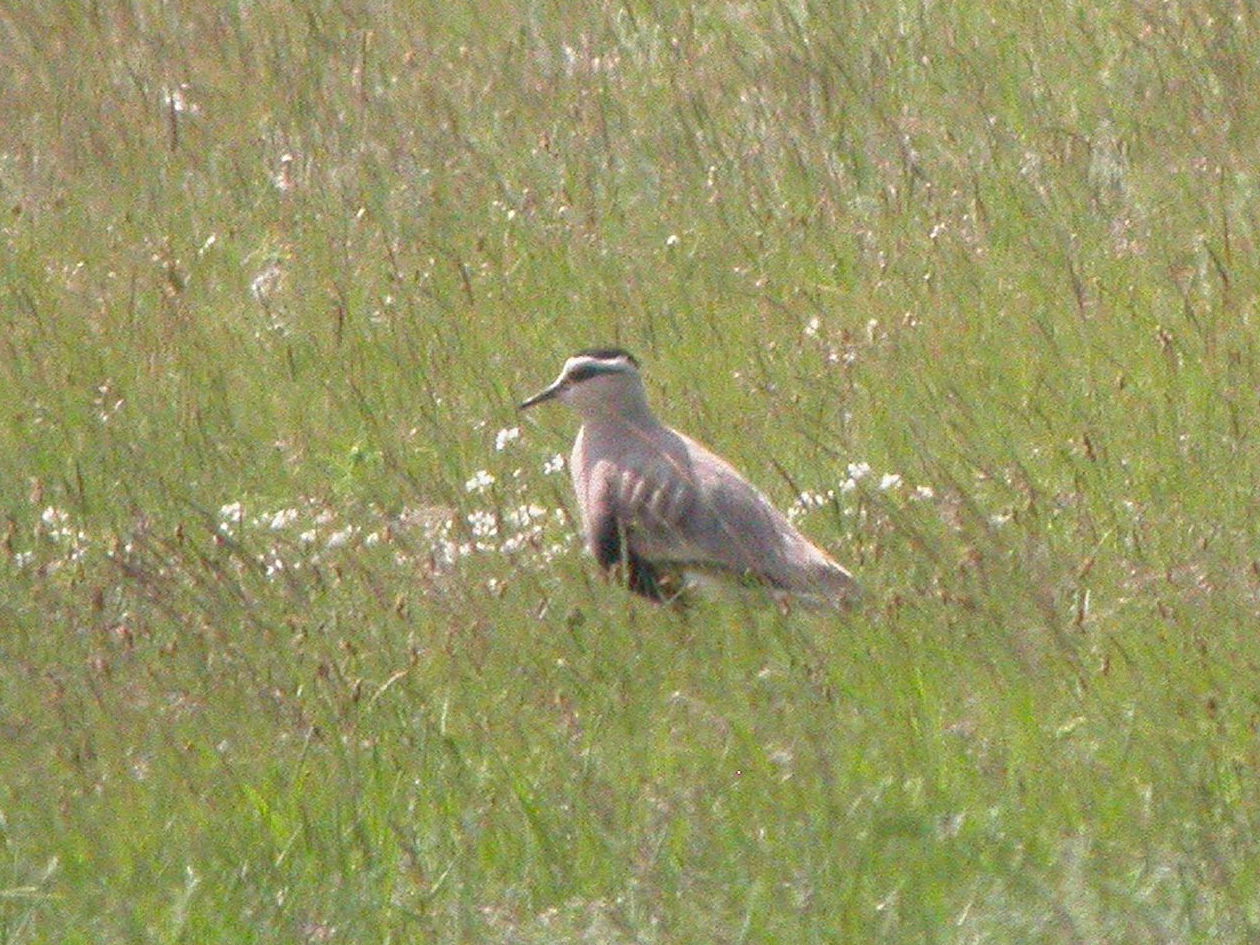
Vanneau sociable

Le Vanneau sociable adulte a une taille de 27 à 30 cm et une envergure de 65 à 70 cm.
Les plumages des femelles sont moins colorés que ceux des mâles. Les pattes et le bec sont noirs. En plumage estival, la teinte générale est olive-brun des plumes de couverture jusqu'à une bande située au-dessous des yeux. Comme beaucoup de vanneaux, ils disposent d'une calotte noire prolongée par une huppe dirigée vers le bas pour les mâles. Leur gorge est blanche pour les mâles et plutôt grise pour les femelles. Une bande blanche va de leur front à leur nuque. L'abdomen est noir et châtain. En plumage hivernal, le plumage est plus terne, plus brun-gris. Les juvéniles ont un sourcil marron clair et un abdomen moins foncé, il ressemble davantage à l'adulte en période hivernale. Les poussins sont de couleur crème sur le dessus avec des taches noires.
En vol, les rémiges primaires sont noires, les rémiges secondaires et les grandes couvertures sont blanches, le dos est beige, le croupion est blanc et le dessus de la queue est noir.
Ce vanneau vole moins vite que les autres vanneaux. Son cri est rauque. La mue dure environ 33 à 37 jours.

## Répartition

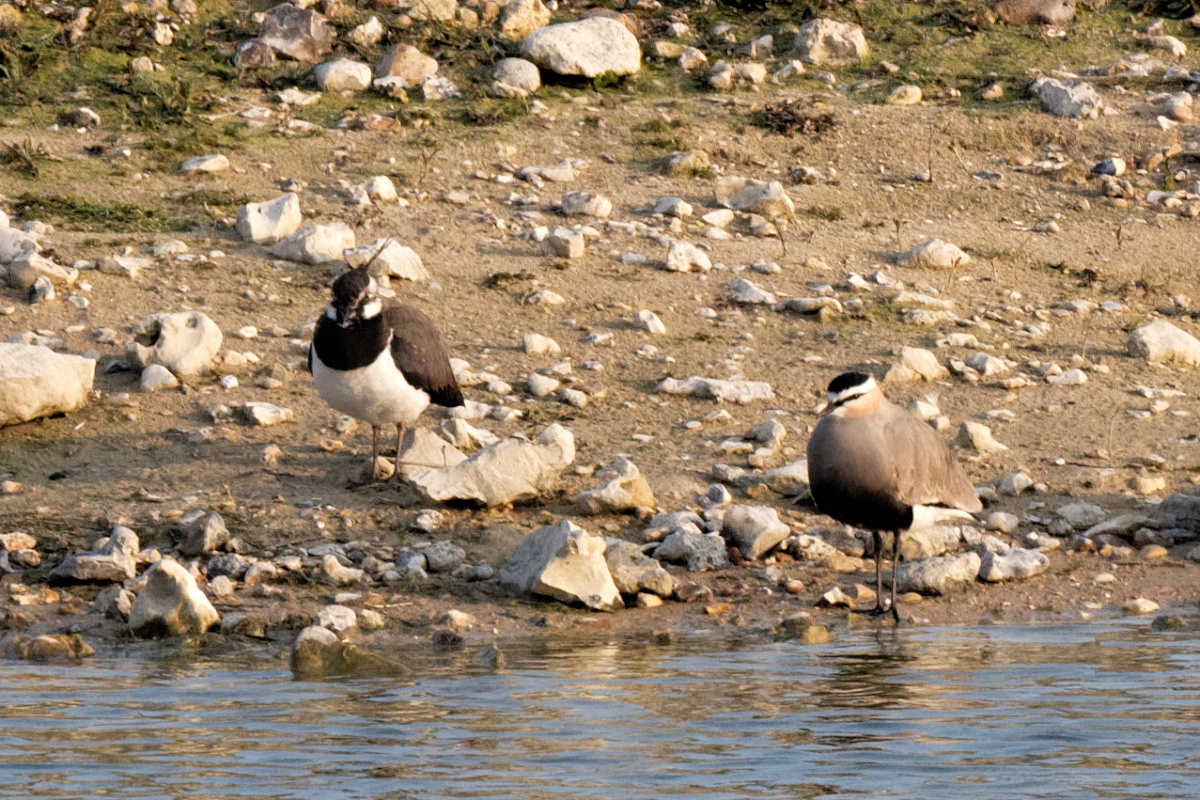
Vanneau sociable (à droite) dans une gravière des Yvelines, France, en avril 2019

Il se reproduit au Kazakhstan et dans la partie centrale de la Russie méridionale dans les steppes et les milieux semi-arides couverts de stipes plumeuses et d'armoises, souvent associés à des zones de marais salants (comme dans la réserve naturelle d'Orenbourg). Il traverse les Kirghizistan, Tadjikistan, Ouzbékistan, Turkménistan, Afghanistan, Arménie, Iran, Irak, Arabie saoudite, Syrie et Turquie pour hiberner dans des zones semi-désertiques mais généralement à proximité de l'eau dans le sud-ouest de l’Asie et le nord-est de l’Afrique c'est-à-dire Israël, la Syrie, l'Érythrée, le Soudan et le nord-ouest de l'Inde, il a déjà été aperçu au Maroc. Cet oiseau se retrouve occasionnellement au Pakistan, au Sri Lanka et à Oman. Les divagations pour cette espèce sont rares, cependant quelques spécimens peuvent être aperçus en Europe de l'Ouest,,,,, en général parmi les colonies de Vanneau huppé. L'AEWA a inscrit cet oiseau sur sa liste des espèces à protéger et a lancé en 2007 un plan pour mieux connaître ses migrations.

## Éthologie
C'est un oiseau diurne qui se nourrit d'insectes ou de petites proies trouvées en marchant dans les prairies  (prairies au sens écologique ou prairie au sens agricole).

### La reproduction

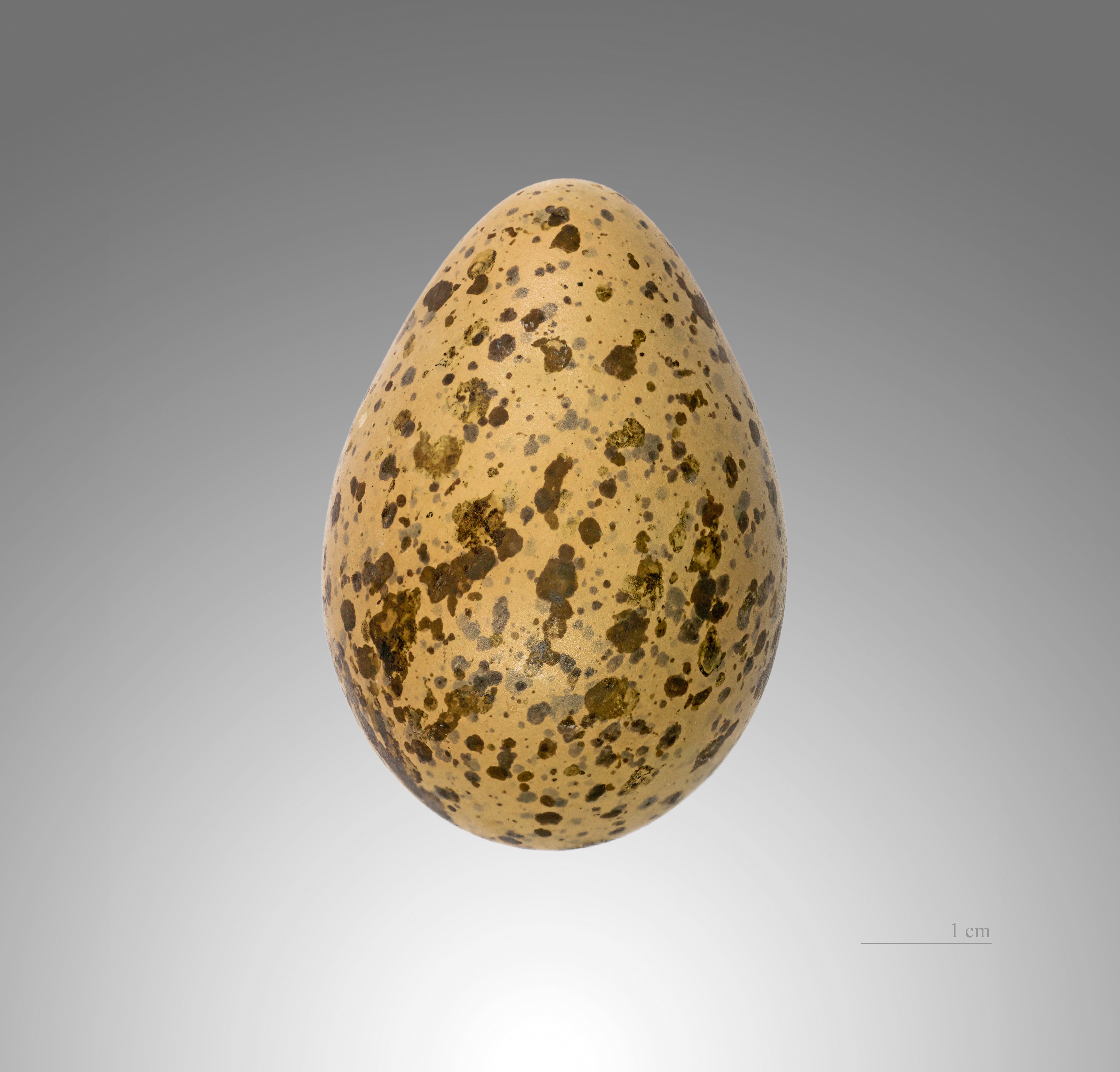
Œuf de Vanneau sociable - Muséum de Toulouse

Les vanneaux sociables sont monogames. Avant le début de la reproduction ont lieu les vols nuptiaux au-dessus des zones découvertes.

Ils forment des petites colonies d'une vingtaine de couples et restent territoriaux sur des zones distantes de 25 à 200 mètres de diamètre qui entoure le nid, fait à même le sol dans un creux. Les colonies adjacentes sont espacées de plus de 20 km à 30 km. Les parades nuptiales de cette espèce monogame se font par groupe de 6 à 10 mâles, face aux femelles, au cours d'un vol, ce qui évoque le système des Leks. La femelle pond 2 à 5 œufs. Durant les 21 à 25 jours que dure l'incubation, le couple accumule plus ou moins de débris végétaux, plumes et cailloux au fond du nid. La femelle assume la plus grande part de la couvaison.
Il a été récemment supposé[réf. souhaitée] que cette espèce nichait dans les trous de verdure laissés par les petits des saigas, elles-mêmes en danger d'extinction. Le vanneau sociable est un oiseau diurne.

### La migration
La migration vers le nord a lieu de la fin février au mois de mai suivant les zones de reproduction. Aujourd'hui ces oiseaux migrent par groupe de 5 à 15 individus, voir plus d'une centaine dans certains cas en suivant deux corridors principaux l'un qui part du nord-est de l'Afrique et du Moyen-Orient en traversant la région de la mer Caspienne l'autre qui part de l'Inde et du Pakistan et traverse l'Afghanistan et l'Asie centrale. Le retour vers le sud commencent en août et les derniers spécimens partent du Turkménistan fin novembre.
Au milieu du XXe siècle, les vols les plus importants comptaient plus de 1000 individus, sur un front large. La création des corridors est peut-être le reflet du rétrécissement de l'aire de reproduction.

## Situation écologique
L'espèce est classé vulnérable par l'Union internationale pour la conservation de la nature. Dans les années 1950, probablement à cause de la détérioration de leur habitat dans les zones de reproduction s'est opéré un premier déclin démographique important, on peut citer par exemple la politique de plantation d'arbres qui attirent les corvidés. Les populations de Corbeau freux, entre autres, qui sont les principaux prédateurs des nids de ce Vanneau, sont dès lors en extension, ce qui représente une menace supplémentaire pour l'espèce. Le suivant est survenu à partir des années 1970 et s'est poursuivi jusqu'aux années 2000 à la suite des atteintes à l'environnement dans la région kazakhe du Pavlodar. Le développement rapide des cultures ou le pâturage intensif ou l'absence totale de pâturage dans les zones des steppes empêche la nidification de ces oiseaux.
Cette espèce est en 2008 considérée comme très rare puisqu'en 2002, lors de l’Atelier international sur l'espèce à Moscou, la population mondiale était estimée entre 200 et 600 couples reproducteurs soit environ de 600 à 1800 oiseaux mais ces chiffres sont contestés. En 2007, une observation radar aurait permis de repérer un vol de 3000 vanneaux sociables, le plus grand rassemblement depuis un siècle.